# Yves Diagne
Pour les articles homonymes, voir Diagne.
Yves Badara Diagne est un réalisateur, scénariste, acteur et producteur de cinéma⁣⁣, ⁣ sénégalais, né en 1930.

## Biographie
Yves Badara Diagne a étudié le cinéma en France à l'Institut des hautes études cinématographiques (IDHEC, devenu la Fémis). Il est également exploitant de salles.
Après ces études secondaires en France, il a tout d'abord étudié la Chimie avant d'entreprendre ces Études Cinématographiques à l'IDHEC ou il a été le troisième africain admis, dans sa génération,  après Paulin Soumanou Vieyra et Blaise Senghor
Il est retourné au Sénégal en 1966 après avoir effectué ces premiers stages de monteurs, de cadreurs et d'assistant réalisateur à Paris.

## Filmographie
Comme réalisateur
- 1996 : Delou Thiossane
- 1996 : L'Afrique noire en piste

Comme acteur
- 1981 : Le Certificat de Tidiane Aw
- 1970 : Diegue-Bi de Mahama Traoré
- 1969 : Diankha-Bi de Mahama Traoré
- 2011 : Crépuscule de Mamadou Ndiaye

Comme scénariste
- 1988 : Niiwam de Clarence Thomas Delgado

Comme producteur
- 1988 : Niiwam de Clarence Thomas Delgado